# 榮猿丸
榮 猿丸（さかえ さるまる、1968年3月5日 - ）は、俳人。東京都北区生まれ。
國學院大学文学部哲学科卒。在学中『國大俳句』復刊に誘われ俳句と出会う。ただしこのときは三ヶ月で退会し、しばらく俳句から離れていた。
2000年、澤俳句会に入会、小澤實に師事。2002年、『澤』編集部加入。2004年、第4回澤新人賞。2008年、「とほくなる」で第54回角川俳句賞候補。2010年、第6回澤特別作品賞。同年より3年間、『澤』編集長を務める。2014年、第一句集『点滅』で第5回田中裕明賞受賞。「ビニル傘ビニル失せたり春の浜」「箱振ればシリアル出づる寒さかな」など、現代的な生活風景に素材を取った句が多い。
2009年より青山茂根、中村安伸とともにウェブ俳句同人誌『haiku＆me』を開始。また同年代の俳人関悦史、鴇田智哉と俳句ユニットSSTを結成し、合作による実験作を発表するなどしている。

## 著書
- 超新撰21（共著、2010年、邑書林） ISBN 978-4897096681
- 再読波多野爽波 （共著、2012年、邑書林） ISBN 978-4897097282
- 句集 点滅（2013年、ふらんす堂） ISBN 978-4781406398